# Coppa Libertadores 1999
L'edizione 1999 della Coppa Libertadores vide la vittoria del Palmeiras.

## Turno preliminare Messico, Venezuela
In questo turno le squadre messicane affrontarono quelle venezuelane.
16.09 Estudiantes Mérida - ULA Mérida 3:2

23.09  Necaxa Aguascalientes - Monterrey 2:2

29.09 Estudiantes Mérida -  Necaxa Aguascalientes 0:0

01.10 ULA Mérida -  Necaxa Aguascalientes 0:0

13.10 Estudiantes Mérida - Monterrey 3:0

15.10 ULA Mérida - Monterrey 2:1

28.10 ULA Mérida - Estudiantes Mérida 0:2

28.10 Monterrey -  Necaxa Aguascalientes 1:0

10.11  Necaxa Aguascalientes - Estudiantes Mérida 2:0

12.11 Monterrey - Estudiantes Mérida 5:1

17.11  Necaxa Aguascalientes - ULA Mérida 1:0

19.11 Monterrey - ULA Mérida 4:1
| Club                  | G | V | N | P | Pti | GF | GS |
| --------------------- | - | - | - | - | --- | -- | -- |
| Monterrey             | 6 | 3 | 1 | 2 | 10  | 13 | 9  |
| Estudiantes Mérida    | 6 | 3 | 1 | 2 | 10  | 9  | 9  |
| Necaxa Aguascalientes | 6 | 2 | 3 | 1 | 9   | 5  | 3  |
| ULA Mérida            | 6 | 1 | 1 | 4 | 4   | 5  | 11 |

## Fase a gironi

### Gruppo 1 Uruguay, Messico, Venezuela
In questo gruppo si affrontarono le squadre dall'Uruguay, dal Messico e dal Venezuela.
23.02 Estudiantes Mérida - Monterrey 2:1

24.02 Bella Vista Montevideo - Nacional Montevideo 0:1

02.03 Monterrey - Bella Vista Montevideo 1:1

06.03 Estudiantes Mérida - Bella Vista Montevideo 2:1

09.03 Monterrey - Nacional Montevideo 1:2

13.03 Estudiantes Mérida - Nacional Montevideo 3:1

17.03 Monterrey - Estudiantes Mérida 4:0

18.03 Nacional Montevideo - Bella Vista Montevideo 1:0

23.03 Bella Vista Montevideo -Monterrey 2:0    -
25.03 Nacional Montevideo - Monterrey 2:3

30.03 Bella Vista Montevideo - Estudiantes Mérida 5:1

02.04 Nacional Montevideo - Estudiantes Mérida 2:1
| Club                   | G | V | N | P | Pti | GF | GS |
| ---------------------- | - | - | - | - | --- | -- | -- |
| Nacional Montevideo    | 6 | 4 | 0 | 2 | 12  | 9  | 8  |
| Estudiantes Mérida     | 6 | 3 | 0 | 3 | 9   | 9  | 14 |
| Bella Vista Montevideo | 6 | 2 | 1 | 3 | 7   | 9  | 6  |
| Monterrey              | 6 | 2 | 1 | 3 | 7   | 10 | 9  |

### Gruppo 2 Argentina, Colombia
In questo gruppo si affrontarono le squadre dall'Argentina e dalla Colombia.
24.02 Vélez Sarsfield Buenos Aires - River Plate Buenos Aires 1:1

24.02 Deportivo Cali - Once Caldas Manizales 1:0

02.03 Once Caldas Manizales - River Plate Buenos Aires 4:1

04.03 Deportivo Cali - River Plate Buenos Aires 1:0

09.03 Once Caldas Manizales - Vélez Sarsfield Buenos Aires 0:0

11.03 Deportivo Cali - Vélez Sarsfield Buenos Aires 1:0

17.03 River Plate Buenos Aires - Vélez Sarsfield Buenos Aires 1:1

17.03 Once Caldas Manizales - Deportivo Cali 3:0

23.03 Vélez Sarsfield Buenos Aires - Once Caldas Manizales 1:0

25.03 River Plate Buenos Aires - Once Caldas Manizales 3:0

06.04 River Plate Buenos Aires - Deportivo Cali 2:1

08.04 Vélez Sarsfield Buenos Aires - Deportivo Cali 3:0
| Club                         | G | V | N | P | Pti | GF | GS |
| ---------------------------- | - | - | - | - | --- | -- | -- |
| Vélez Sarsfield Buenos Aires | 6 | 2 | 3 | 1 | 9   | 6  | 3  |
| Deportivo Cali               | 6 | 3 | 0 | 3 | 9   | 4  | 8  |
| River Plate Buenos Aires     | 6 | 2 | 2 | 2 | 8   | 8  | 8  |
| Once Caldas Manizales        | 6 | 2 | 1 | 3 | 7   | 7  | 6  |

### Gruppo 3 Brasile, Paraguay
In questo gruppo si affrontarono le squadre dal Brasile e dal Paraguay.
24.02 Cerro Porteño Asunción - Olimpia Asunción 4:3

26.02 Palmeiras San Paolo - Corinthians San Paolo 1:0

03.03 Cerro Porteño Asunción - Palmeiras San Paolo 2:5

05.03 Olimpia Asunción - Palmeiras San Paolo 4:2

10.03 Corinthians San Paolo - Cerro Porteño Asunción 8:2

12.03 Palmeiras San Paolo - Olimpia Asunción 1:1

17.03 Corinthians San Paolo - Palmeiras San Paolo 2:1

17.03 Olimpia Asunción - Cerro Porteño Asunción 2:2

24.03 Cerro Porteño Asunción - Corinthians San Paolo 3:0

26.03 Olimpia Asunción - Corinthians San Paolo 1:2

07.04 Palmeiras San Paolo - Cerro Porteño Asunción 2:1

09.04 Corinthians San Paolo - Olimpia Asunción 4:0
| Club                   | G | V | N | P | Pti | GF | GS |
| ---------------------- | - | - | - | - | --- | -- | -- |
| Corinthians San Paolo  | 6 | 4 | 0 | 2 | 12  | 16 | 8  |
| Palmeiras San Paolo    | 6 | 3 | 1 | 2 | 10  | 12 | 10 |
| Cerro Porteño Asunción | 6 | 2 | 1 | 3 | 7   | 14 | 20 |
| Olimpia Asunción       | 6 | 1 | 2 | 3 | 5   | 11 | 15 |

### Gruppo 4 Cile, Perù
In questo gruppo si affrontarono le squadre dal Cile e dal Perù.
24.02 Universitario Lima - Sporting Cristal Lima 2:1

25.02 Colo Colo Santiago - Universidad Católica Santiago 1:0

03.03 Universidad Católica Santiago - Sporting Cristal Lima 1:1

04.03 Universitario Lima - Colo Colo Santiago 2:0

10.03 Universidad Católica Santiago - Universitario Lima 1:0

11.03 Sporting Cristal Lima - Colo Colo Santiago 1:1

17.03 Sporting Cristal Lima - Universitario Lima 2:2

17.03 Universidad Católica Santiago - Colo Colo Santiago 3:1

24.03 Colo Colo Santiago - Universitario Lima 1:0

25.03 Sporting Cristal Lima - Universidad Católica Santiago 1:1

07.04 Colo Colo Santiago - Sporting Cristal Lima 1:1

08.04 Universitario Lima - Universidad Católica Santiago 1:3
| Club                          | G | V | N | P | Pti | GF | GS |
| ----------------------------- | - | - | - | - | --- | -- | -- |
| Universidad Católica Santiago | 6 | 3 | 2 | 0 | 11  | 9  | 5  |
| Colo Colo Santiago            | 6 | 2 | 2 | 2 | 8   | 5  | 7  |
| Universitario Lima            | 6 | 2 | 1 | 3 | 7   | 7  | 8  |
| Sporting Cristal Lima         | 6 | 0 | 5 | 1 | 5   | 7  | 8  |

### Gruppo 5 Bolivia, Ecuador
In questo gruppo si affrontarono le squadre dalla Bolivia e dall'Ecuador.
21.02 LDU Quito -  Emelec Guayaquil 4:1

24.02 Blooming Santa Cruz de la Sierra - Jorge Wilstermann Cochabamba 0:0

02.03  Emelec Guayaquil - Jorge Wilstermann Cochabamba 3:2

05.03 LDU Quito - Jorge Wilstermann Cochabamba 3:1

09.03  Emelec Guayaquil - Blooming Santa Cruz de la Sierra 1:0

12.03 LDU Quito - Blooming Santa Cruz de la Sierra 1:0

17.03  Emelec Guayaquil - LDU Quito 2:0

17.03 Jorge Wilstermann Cochabamba - Blooming Santa Cruz de la Sierra 1:0

23.03 Jorge Wilstermann Cochabamba -  Emelec Guayaquil 4:2

26.03 Blooming Santa Cruz de la Sierra -  Emelec Guayaquil 2:0

06.04 Jorge Wilstermann Cochabamba - LDU Quito 1:1

09.04 Blooming Santa Cruz de la Sierra - LDU Quito 3:1
| Club                             | G | V | N | P | Pti | GF | GS |
| -------------------------------- | - | - | - | - | --- | -- | -- |
| LDU Quito                        | 6 | 3 | 1 | 2 | 10  | 10 | 8  |
| Emelec Guayaquil                 | 6 | 3 | 0 | 3 | 9   | 9  | 12 |
| Jorge Wilstermann Cochabamba     | 6 | 2 | 2 | 2 | 8   | 9  | 9  |
| Blooming Santa Cruz de la Sierra | 6 | 2 | 1 | 3 | 7   | 5  | 4  |

- Vasco da Gama Rio de Janeiro ammesso direttamente agli ottavi in quanto campione in carica.

## Ottavi di finale
Andata: 14 aprile. Ritorno: 20 aprile e 21 aprile.
| Squadra 1         | Totale        | Squadra 2                    | Andata | Ritorno |
| ----------------- | ------------- | ---------------------------- | ------ | ------- |
| Cerro Porteño     | 6-2           | Nacional                     | 5-0    | 1-2     |
| Universitario     | 0-4           | Vélez Sársfield              | 0-0    | 0-4     |
| Jorge Wilstermann | 3-6           | Corinthians                  | 1-1    | 2-5     |
| Bella Vista       | 5-3           | Universidad Católica         | 2-2    | 3-1     |
| River Plate       | 1-1 (5-4 dcr) | Liga Deportiva Universitaria | 1-0    | 0-1     |
| Emelec            | 2-3           | Estudiantes de Mérida        | 1-3    | 1-0     |
| Deportivo Cali    | 2-1           | Colo Colo                    | 2-0    | 0-1     |
| Palmeiras         | 5-3           | Vasco da Gama                | 1-1    | 4-2     |

## Quarti di finale
Andata: 5 maggio. Ritorno: 12 maggio.
| Squadra 1             | Totale        | Squadra 2       | Andata | Ritorno |
| --------------------- | ------------- | --------------- | ------ | ------- |
| River Plate           | 2-1           | Vélez Sársfield | 2-0    | 0-1     |
| Palmeiras             | 2-2 (4-2 dcr) | Corinthians     | 2-0    | 0-2     |
| Estudiantes de Mérida | 3-4           | Cerro Porteño   | 3-0    | 0-4     |
| Deportivo Cali        | 3-2           | Bella Vista     | 2-1    | 1-1     |

## Semifinali
Andata: 19 maggio. Ritorno: 26 maggio.
| Squadra 1      | Totale | Squadra 2     | Andata | Ritorno |
| -------------- | ------ | ------------- | ------ | ------- |
| Deportivo Cali | 6-3    | Cerro Porteño | 4-0    | 2-3     |
| River Plate    | 1-3    | Palmeiras     | 1-0    | 0-3     |

## Finale
Andata: 2 giugno. Ritorno: 16 giugno.
| Squadra 1      | Totale        | Squadra 2 | Andata | Ritorno |
| -------------- | ------------- | --------- | ------ | ------- |
| Deportivo Cali | 2-2 (3-4 dcr) | Palmeiras | 1-0    | 1-2     |

## Classifica marcatori
| Giocatore       | Squadra               | Gol |
| --------------- | --------------------- | --- |
| Víctor Bonilla  | Deportivo Cali        | 6   |
| Fernando Baiano | Corinthians           | 6   |
| Rubén Sosa      | Nacional              | 6   |
| Martín Zapata   | Deportivo Cali        | 6   |
| Ruberth Morán   | Estudiantes de Mérida | 6   |
| Gauchinho       | Cerro Porteño         | 6   |